# クチャ空港
クチャ空港（クチャくうこう）は、中華人民共和国新疆ウイグル自治区アクス地区クチャ県に位置する空港。市街地から38kmの位置にある。
2011年9月7日より運用を開始した。
かつては市街地から2kmの距離に1939年開港の旧クチャ空港があったが、こちらは1700mの滑走路しか持たず、ATR-72クラスまでの発着しかできなかった。

## 就航航空会社(2016年ウィンタースケジュール)
- 中国南方航空（ウルムチ）：１日最大３便。
- 天津航空(ウルムチ)：１日最大２便。
- 華夏航空（カラマイ）：１日最大1便。